# Lưu Thị Giang
Lưu Thị Giang (sinh ngày 25 tháng 10 năm 1961 tại xã Bình Dương, huyện Gia Bình, Bắc Ninh) là đại biểu Quốc hội Việt Nam khóa XI, thuộc đoàn đại biểu Bắc Ninh.